# Ellsworth, Iowa
Ellsworth là một thành phố thuộc quận Hamilton, tiểu bang Iowa, Hoa Kỳ. Năm 2010, dân số của thành phố này là 531 người.

## Dân số
Dân số qua các năm:
- Năm 2000: 531 người.
- Năm 2010: 531 người.